# Leonhard Händl
Leonhard „Hardy“ Händl (* 13. März 1942 in Lenting) ist ein ehemaliger deutscher Mittelstreckenläufer und Sprinter.
1966 siegte er bei den Europäischen Hallenspielen in Dortmund in der 1600-Meter-Staffel.
1966 wurde er Deutscher Vizemeister in der Halle über 400 Meter. Bei den Deutschen Meisterschaften 1975 wurde er Vierter über 800 Meter mit seiner persönlichen Bestzeit von 1:48,7 min.
Händl startete für den MTV Ingolstadt.